# Chase - Scomparsa
Chase - Scomparsa (Last Seen Alive) è un film del 2022 diretto da Brian Goodman.

## Trama
Il film si apre con una breve scena in cui il detective Paterson accusa un uomo chiamato Knuckles di rapimento e lo minaccia di ergastolo. Mentre il detective gli stringe la gola, Knuckles alla fine esclama: "È morta".
Il ricco agente immobiliare Will Spann e sua moglie Lisa stanno guidando verso la casa dei genitori di Lisa, dove lei vuole un po' di tempo per sé. Prima di arrivare a casa, si fermano per fare benzina e Lisa entra per comprare una bottiglia d'acqua. Mentre esce dal negozio viene accolta da un uomo, ma mentre si avvicina a lui si ferma un grosso camion bianco, che impedisce alla vista il resto della loro interazione. Will finisce di fare benzina e cerca Lisa, ma non riesce a trovarla nel negozio o nei bagni. Inizia a farsi prendere dal panico, cercando freneticamente in tutta la zona, chiamandola al telefono e chiedendo se qualcuno l'ha vista. Alla fine chiama il dipartimento di polizia locale per denunciare la sua scomparsa e si dirige a casa dei suoi genitori.
I genitori di Lisa, Barry e Anna Adams, litigano con Will mentre lui cerca di raccontare loro cosa è successo e chiede il loro aiuto per localizzarla. Un flashback rivela la tensione tra la coppia, dove Lisa suggerisce di stare un po' di tempo separati ma non riesce a spiegare perché non è più coinvolta nel loro matrimonio. Will torna alla stazione di servizio e incontra il detective Paterson, che interroga l'impiegato della stazione di servizio, Oscar, chiedendogli i filmati di sicurezza, ma Oscar afferma che le telecamere sono rotte. Il detective torna alla stazione ma Will nota che la spia della telecamera è accesa. Chiede a Oscar e, dopo una lite, recupera il registratore CCTV, che porta a Paterson alla stazione. Vedono l'inizio dell'interazione di Lisa prima che il camion bianco blocchi la visuale, poi le persone se ne vanno, anche l'automobile di vecchio modello dietro l'angolo.
Il detective Paterson porta poi Will nella stanza degli interrogatori, ma le domande portano Will a credere che sia sospettato di aver organizzato la sua scomparsa a causa di problemi coniugali. Se ne va arrabbiato e mostra la foto dell'uomo e della sua auto dal filmato di sicurezza ad Anna e Barry; lo identificano come Knuckles, il loro tuttofare, ed è la sua auto. Will irrompe nella roulotte di Knuckles e lo interroga su Lisa. I due hanno una violenta colluttazione in cui Will alla fine sottomette Knuckles e gli prende la pistola. Knuckles dice di essere stato costretto a lasciare Lisa con qualcuno di nome Frank. Will lega Knuckles, lo mette nel bagagliaio e parte per cercare Frank, ma viene fermato per eccesso di velocità. Il poliziotto chiede a Will di scendere dalla sua auto per perquisirla. Will sa che il poliziotto troverà Knuckles nel bagagliaio e fugge attraverso i boschi sul ciglio della strada. Nel frattempo, il detective Paterson fa visita a Barry e Anna, che rivelano la relazione di Lisa con "Clint", ma che lei aveva respinto i suoi tentativi di rinnovare la loro relazione. Un altro flashback indica che Anna era diffidente nei confronti di Will.
Will raggiunge una strada più bassa e incontra un uomo che si rivela essere la guardia di Frank, ma lo convince a lasciarlo passare. Trova l'accampamento di Frank nei boschi, una fattoria abbandonata, il cui edificio principale è un laboratorio di droga vasto ma rudimentale. La maggior parte degli abitanti non è preoccupata dalla sua presenza. Vede arrivare Oscar, che conferma i suoi sospetti precedenti. Will si intrufola nell'accampamento in cerca di Lisa. Un flashback rivela il momento in cui Knuckles prende Lisa, minacciandola di salire in macchina. Will insegue Frank nell'edificio e tira fuori la pistola, implorandolo di rivelare dove si trova sua moglie. Ne consegue uno scontro a fuoco, che si conclude con la morte di Frank e di uno dei suoi uomini. Un piccolo incendio scoppia sul pavimento, non lontano da sostanze chimiche per la droga e serbatoi di solvente infiammabile.
La scena iniziale con il detective Paterson e Knuckles si ripete, mentre Paterson spinge Knuckles a confessare. Infine, Knuckles rivela che Lisa è morta e che l'aveva rapita come parte di un piano di riscatto, descrivendo come era stato costretto da Frank a "correggere il suo errore" e scavare una buca per seppellirla. Will, ora libero di perquisire l'accampamento, incontra Oscar, che rivela di avere il telefono di Lisa e di sapere dove si trova, chiedendo 20.000 dollari per informazioni. L'edificio esplode all'improvviso, uccidendo Oscar, e il detective Paterson arriva sulla scena. Dice a Will di restare e va a ispezionare la buca, trovandola vuota. Nello stesso momento, Will sente dei colpi da un capanno vicino e trova una Lisa terrorizzata ma viva legata. Si abbracciano e lui la porta fuori.
Il detective Paterson visita la residenza degli Adams per condividere con Will informazioni sulla confessione di Knuckles. Rivela anche di essere consapevole che non tutti gli individui nel laboratorio di droga sono morti a causa dell'esplosione, come dimostrato dalle ferite da arma da fuoco trovate su alcuni dei corpi. Nonostante queste rivelazioni, il detective Paterson non indaga oltre. Invece, augura buona fortuna a Will e se ne va. Successivamente, Lisa invita Will ad accompagnarla a casa dei suoi genitori. Il film si conclude con loro due che camminano verso la casa, sorridendo e tenendosi per mano.

## Distribuzione
Il film è stato distribuito sulla piattaforma Prime Video dal 10 ottobre 2022.